# Temesújnép
Temesújnép románul: Unip falu Romániában, a Bánságban, Temes megyében.

## Fekvése
Temesvártól délkeletre, A Pogonis mellett, Temesújlak és Liebling közt fekvő település.

## Története
Temesújnép, Unip nevét az 1332-1337 évi pápai tizedjegyzékben említette először Winep, majd 1477-ben Uyneph alakban említették az oklevelek.
Az 1717 évi kamarai jegyzék Junip néven említette, 60 házzal.
1723-1325-ben gróf Mercy térképén már Unip néven fordult elő, a csákovai kerületben.
1838-ban 26 1/8 jobbágytelke volt. Birtokosa ekkor a vallás- és tanulmányi alap bolt, és még a 20. század elején is az volt a legnagyobb birtokosa.
A trianoni békeszerződés előtt Temes vármegye Buziásfürdői járásához tartozott.
1910-ben 689 lakosából 62 magyar, 27 német, 595 román volt. Ebből 41 római katolikus, 19 evangélikus, 608 görög keleti ortodox volt.

### Ordia
A település határhoz tartozó Orgyia nevű kaszáló helyén feküdt egykor Ordia falu is, melyről még Veteráni Frigyes tábornok is megemlékezett az 1695 évi hadjáratról szóló emlékirataiban. A falu azóta elpusztult.

## Nevezetességek
- Görög keleti temploma - 1911-ben épült.
- Innen származott Újnépi Dávid aradi kanonok is